# Internet Explorer 4
Internet Explorer 4 è un web browser grafico rilasciato da Microsoft il 1º ottobre 1997 per Windows, il 6 gennaio 1998 per Apple Mac OS, e il 24 febbraio 1998 per Solaris e HP-UX.
La versione 4.0 venne inclusa in Windows 95 OSR 2.5, e la 4.01 in Windows 98.
Introdotto sul mercato con lo slogan "Il Web come lo vuoi tu", Internet Explorer 4 introdusse il motore di rendering Trident e il supporto alla navigazione non in linea. Internet Mail e News venne sostituito con Outlook Express, e vennero inoltre inclusi Microsoft Chat e una versione migliorata di NetMeeting.
Era uno dei principali partecipanti alla prima guerra dei browser. Superò di poco il 60% della quota di mercato entro marzo 1999 al rilascio di Internet Explorer 5. Nell'agosto 2001, al rilascio di Internet Explorer 6, le versioni di Internet Explorer 4.x erano scese al 7% di quota di mercato e Internet Explorer 5 era salito all'80%. La quota di mercato di Internet Explorer 4 scese sotto l'1% nel 2004.
I suoi metodi di distribuzione e l'integrazione con Windows vennero coinvolti nel processo United States of America vs. Microsoft.
Internet Explorer 4 venne sostituito da Microsoft con Internet Explorer 5 nel marzo del 1999. Oggi il download di Internet Explorer 4 non è più disponibile da Microsoft.

## Funzioni
Internet Explorer 4 includeva Active Desktop, l'Aggiornamento desktop di Windows, Active Channel, FrontPage Express, Netmeeting, NetShow, Web Publishing Wizard, Microsoft Chat 2.0 e RealPlayer. Outlook Express 4 sostituì Internet Mail e News.
Altre nuove funzioni includevano l'HTML dinamico, il PNG inline, le favicon, un sistema per la classificazione genitori, e la possibilità di "iscriversi" a un sito web nei preferiti per la notifica degli aggiornamenti.
Stephen Reid di PC Pro notò nella sua recensione:
(Stephen Reid, PC Pro, 1997)
Internet Explorer 4 introdusse il supporto alla navigazione non in linea e ai criteri di gruppo, permettendo alle società di configurare e bloccare molti aspetti della configurazione del browser. Vennero aggiunte delle nuove funzionalità che consentivano all'utente di salvare e di recuperare i post in moduli di commento oggi non più utilizzati.

### Active Desktop

Active Desktop su Windows 98, personalizzato con la pagina di Wikipedia

Active Desktop è una funzionalità del componente facoltativo di Internet Explorer 4 Aggiornamento desktop di Windows, che permetteva all'utente di aggiungere contenuti HTML al desktop, insieme a qualche altra funzionalità. Questa funzionalità era pensata per essere installata nell'allora attuale sistema operativo, Windows 95, e più tardi in Windows 98. Active Desktop posizionava un numero di "canali" sul desktop dell'utente che fornivano delle informazioni continuamente aggiornate, come ad esempio le ultime notizie e le quotazioni in borsa, senza aprire il browser Web.

### Active Channel

Active Channels attivo sul canale [http://www.repubblica.it/channel/intro.html repubblica.it

Active Channel fu una tecnologia che consentiva di sincronizzare i contenuti dei siti web e di visualizzarli in modalità non in linea. Utilizzava il Channel Definition Format, che è stato progettato per "offrire raccolte di informazioni aggiornate di frequente, o canali, da ogni server Web per la consegna automatica ai programmi ricevitore compatibili".
La maggior parte dei canali era fornita dalle maggiori società di intrattenimento come Disney, Warner Bros. e AOL, e faceva inoltre largo uso dell'HTML dinamico (DHTML). I canali predefiniti variavano a seconda del Paese, ed erano controllati dalla scelta del Paese durante l'installazione di Internet Explorer 4 (e perciò di Windows 98). I canali potevano essere visualizzati in una barra dei canali.

### Aggiornamento desktop di Windows
L'Aggiornamento desktop di Windows era una funzionalità facoltativa inclusa in Internet Explorer 4, che forniva a versioni precedenti di Windows diverse funzioni aggiornate per la shell che sarebbero state introdotte più tardi con il sistema operativo Windows 98: aggiungeva la possibilità di creare delle barre degli strumenti come la barra di avvio veloce, e aggiornava la shell Esplora risorse, il file manager di Windows, rendendola più modulare ed estensibile.

### Trident (MSHTML)
Trident (MSHTML) è un motore di rendering che venne introdotto con Internet Explorer 4. Fu progettato come componente software per permettere agli sviluppatori software di aggiungere facilmente alle loro applicazioni la funzionalità per la navigazione nel Web. Presenta un'interfaccia COM per l'accesso e la modifica delle pagine Web in ogni ambiente supportato da COM, come C++ e .NET. Per esempio, ad un programma scritto in C++ si può aggiungere un controllo per il browser Web, e si può quindi utilizzare Trident per accedere alla pagina correntemente visualizzata nel browser Web e recuperare i valori degli elementi. È anche possibile catturare gli eventi dal controllo per il browser Web. Le funzionalità di Trident si possono sfruttare collegando il file mshtml.dll al progetto del software.

### Browser Helper Object
Un Browser Helper Object (BHO) è un modulo DLL progettato come un plug-in per Internet Explorer 4.0, e fornisce delle funzionalità aggiuntive. La maggior parte dei Browser Helper Object vengono caricati una volta sola per ogni nuova istanza di Internet Explorer.

### Altro
Internet Explorer 4 è uno dei primi browser a supportare UCS-2 e UTF-8.

### Software integrato
L'installazione di Internet Explorer 4 includeva anche:
- Microsoft Chat 2.0: programma di chat testuale (IRC) che usava vignette con avatar per visualizzare testo ed emozioni;[12]
- Outlook Express 4.0: client di posta elettronica e news client, che rispetto al precedente Microsoft Internet Mail e News aggiungeva il supporto alle e-mail HTML;
- Microsoft NetMeeting: client VoIP e di videoconferenza che utilizzava il protocollo H.323 per le conferenze audio e video;
- Microsoft FrontPage Express 2.0: versione gratuita di Microsoft FrontPage per creare e modificare pagine HTML;
- Real Player: lettore multimediale in streaming creato da Progressive Networks.

### Confronto delle funzionalità tra le piattaforme
| Funzione | Windows 95, 98, NT 4.0 | Windows 3.x, NT 3.5 | Mac OS |
| --- | ---------------------- | ------------------- | ------ |
| Active Channel | Sì                     | Sì                  | Sì     |
| Active Desktop | Sì                     | No                  | No     |
| Aree di sicurezza | Sì                     | Sì                  | Sì     |
| Autocompletamento | Sì                     | No                  | Sì     |
| Barre di Explorer | Sì                     | Sì                  | Sì     |
| Connessione ad Internet | Sì                     | Sì                  | Sì     |
| DirectX | Sì                     | No                  | No     |
| FrontPage Express | Sì                     | No                  | No     |
| HTML dinamico | Sì                     | Sì                  | Sì     |
| Internet Mail e News | Sì                     | Sì                  | Sì     |
| JavaScript | Sì                     | Sì                  | Sì     |
| Microsoft Chat 2.x | Sì                     | No                  | No     |
| NetMeeting | Sì                     | No                  | No     |
| NetShow | Sì                     | Sì                  | No     |
| Outlook Express | Sì                     | No                  | Sì     |
| Personal Web Server | Sì                     | No                  | Sì     |
| Pubblicazione guidata Web | Sì                     | No                  | No     |
| RealAudio | Sì                     | Sì                  | Sì     |
| Shockwave | Sì                     | Sì                  | Sì     |
| Tipi di carattere TrueType | Sì                     | Sì                  | Sì     |
| Wallet | Sì                     | Sì                  | Sì     |
| Fonte: (EN) Steven Sweet, Internet Explorer for Any System, in PC Novice, vol. 6, n. 9, p. 23. URL consultato il 10 aprile 2011. |                        |                     |        |

## Versioni

### Versioni per Windows
Versione di test
     Aggiornamento di sicurezza
| Versione  | Versione estesa | Pubblicato il | Nuove funzionalità                            | Fornito con                                                                                               | Supporta                              |
| --------- | --------------- | ------------- | --------------------------------------------- | --- | ------------------------------------- |
| 4.0 PP1.0 | 4.71.544        | 04/97         | Migliorato il supporto a CSS e Microsoft DOM. | |                                       |
| 4.0 PP2.0 | 4.71.1008.3     | 15/07/97      | Migliorato il supporto a HTML e CSS.          | |                                       |
| 4.0       | 4.71.1712.5     | 01/10/97      | Migliorato il supporto a HTML e CSS.          | | Windows 3.1x, 95, NT 3.51, NT 4.0     |
| 4.0       | 4.72.2106.1     | 26/11/97      | Migliorato il supporto a HTML e CSS.          | Windows 95 OSR 2.5                                                                                        | Windows 3.1x, 95, NT 3.51, NT 4.0     |
| 4.01      | 4.72.2106.7     | 02/12/97      |                                               | | Windows 3.1x, 95, NT 3.51, NT 4.0     |
| 4.01 SP1  | 4.72.3110.3     | 20/05/98      |                                               | Windows 98, Windows NT 4.0 Terminal Server Edition e SP5, SQL Server 7.0, Publisher 98, Visual Studio 6.0 | Windows 3.1x, 95, NT 3.51, NT 4.0, 98 |
| 4.01 SP2  | 4.72.3612.1707  | 01/04/99      |                                               | | Windows 3.1x, 95, NT 3.51, NT 4.0, 98 |

1. ↑  Fino a Internet Explorer 4, i numeri di versione di Internet Explorer non corrispondono alle versioni effettive del browser: ciò è dovuto al fatto che Internet Explorer 1 era incluso nel pacchetto Microsoft Plus!, il quale utilizzava il numero di versione di Windows. Così, Internet Explorer 1 era identificato con il numero di versione 4.40, perché Windows 95 era la versione 4 di Microsoft Windows.

La versione Platform Preview 1 di Internet Explorer 4 fu rilasciata nell'aprile 1997, e la Platform Preview 2 nel luglio 1997. Internet Explorer 4 fu rilasciato in versione definitiva il 1º ottobre 1997. Internet Explorer 4.01 Service Pack 2 fu l'ultima versione per Windows prima di Internet Explorer 5.
Internet Explorer 4.0 supportava Windows 3.1, Windows 95, Windows 98, Windows NT 3.x e Windows NT 4.0 (Service Pack 3 o successivo).
La versione 4.0 era già inclusa nella prima versione di Windows 98, mentre Windows 98 SE includeva Internet Explorer 5, e le principali versioni dei sistemi operativi dopo Windows 98 SE, come Windows 2000, supportavano Internet Explorer 5 (o superiore).

#### Requisiti di sistema
I requisiti di sistema di Internet Explorer 4.0 per Windows erano:
- Windows 3.1 o superiore, Windows NT 3.1 o superiore;
- 16 MB di RAM;
- 11 MB di spazio su disco (installazione minima).[7]

La versione a 16 bit richiedeva un processore 486, 12 MB di RAM (o 16 MB per il supporto Java) e 25 MB di spazio su disco.

### Versioni per Macintosh
Versione di test
| Numero di versione | Pubblicato il  | Nuove funzionalità       | Incluso in |
| ------------------ | -------------- | ------------------------ | ---------- |
| 4.0 beta 1         | luglio 1997    |                          |            |
| 4.0 beta 2         | novembre 1997  |                          |            |
| 4.0                | 6 gennaio 1998 |                          | Mac OS 8.1 |
| 4.01               | 6 giugno 1998  | Ultima versione per 68k. |            |
| 4.5                | 5 gennaio 1999 |                          |            |
| 4.5.1              |                |                          |            |

Al Macworld Conference & Expo del 1997 a Boston, il 6 agosto, Steve Jobs e Bill Gates annunciarono un partenariato tra Microsoft e Apple. Tra le altre cose, Apple accettò di includere Internet Explorer nelle successive versioni di Mac OS e di impostarlo come browser predefinito al posto di Netscape Navigator.

#### Internet Explorer 4.0 per Macintosh
Cinque mesi dopo, il 6 gennaio 1998, al Macworld Conference & Expo a San Francisco, Microsoft annunciò il rilascio della versione finale di Internet Explorer 4.0 per Macintosh.
Nello stesso evento, Apple annunciò il rilascio di Mac OS 8.1. Questa versione del sistema operativo di Macintosh fu la prima ad includere Internet Explorer come browser predefinito, secondo l'accordo con Microsoft; tuttavia, la versione 4.0 non era pronta in tempo per essere inclusa, così nei CD venne inizialmente inclusa la versione 3.01.
La versione 4.0 includeva il supporto a:
- tecnologia Active Channel di Microsoft: si proponeva di distribuire dei contenuti aggiornati che gli utenti potevano adattare ai propri interessi personali. Nonostante fosse la funzionalità più pubblicizzata di Internet Explorer 4, Active Channel non riuscì a raggiungere un vasto pubblico;
- navigazione in modalità non in linea;
- HTML dinamico;
- una nuova macchina virtuale Java più veloce;
- Aree di sicurezza: consentivano agli utenti o agli amministratori di limitare l'accesso a certi tipi di contenuti Web, a seconda dell'area (per esempio Intranet o Internet) da cui provenivano i contenuti.

##### Requisiti di sistema
I requisiti di sistema di Internet Explorer 4.0 per Macintosh erano:
- processore 68030 o superiore;
- System 7.1 o superiore;
- 8 MB di RAM con memoria virtuale attivata (12 MB consigliati);
- 12 MB di spazio su disco fisso per Internet Explorer 4, e 8,5 MB di spazio su disco fisso per la macchina virtuale Java;
- software per Internet:
  - Open Transport 1.1.1 o superiore, oppure MacTCP 2.0.6;
  - per le connessioni dial-up: Config PPP Control Panel, o software per connessione PPP simile, con PPP (estensione).

#### Internet Explorer 4.5 Macintosh Edition
Nel Macworld Conference & Expo dell'anno seguente a San Francisco, il 9 gennaio 1999, Microsoft annunciò il rilascio di Internet Explorer 4.5 Macintosh Edition.
Questa versione, che abbandonava il supporto ai processori 68k, introdusse:
- l'autocompletamento dei form;
- l'anteprima di stampa;
- il pannello "Contenitore pagine": permetteva all'utente di tenere su un lato dello schermo una pagina di collegamenti;
- il supporto alle tecnologie di Mac OS, come l'integrazione di Sherlock;
- una crittografia a 128 bit più semplice.

### Versioni per UNIX
Versione di test
| Versione | Versione estesa | Crittografia    | Pubblicato il    | Supporta |
| -------- | --------------- | --------------- | ---------------- | -------- |
| 4.0 beta |                 |                 | 5 novembre 1997  | Solaris  |
| 4.0      |                 |                 | 24 febbraio 1998 | Solaris  |
| 4.01     | 4.71.2011.4     | 40 bit, 128 bit | 24 agosto 1998   | Solaris  |
| 4.01     | 4.71.2004.9     | 40 bit, 128 bit | 24 agosto 1998   | HP-UX    |

Internet Explorer 4 per Solaris beta

Internet Explorer 4.0 per Solaris fu reso disponibile in versione beta il 5 novembre 1997, con una versione finale prevista per il primo trimestre del 1998.
Il 27 gennaio 1998, Tod Nielsen, l'allora manager generale del gruppo Microsoft per le relazioni degli sviluppatori, dichiarò scherzosamente di voler lanciare Internet Explorer 4 per Solaris al museo Ripley's Believe It or Not! di San Francisco, per dimostrare agli scettici che il progetto non era vaporware. In quel mese, Microsoft prevedeva di estendere in un secondo momento il supporto ad altre piattaforme UNIX, come HP-UX, IBM AIX e Irix, anche se per effettuare il porting non avrebbe potuto utilizzare la versione 3.0 di MainWin XDE, in quanto supportava solamente Solaris SPARC, ma la versione precedente, la 2.1, disponibile invece per Solaris SPARC, Solaris Intel, SunOS, Irix, HP-UX e IBM AIX.
Internet Explorer 4.0 per Solaris fu pubblicato il 24 febbraio 1998. Il 24 agosto 1998 fu rilasciata la versione 4.01 per Solaris e HP-UX.

#### Requisiti di sistema
I requisiti di sistema di Internet Explorer 4.0 per Solaris erano:
- computer: SPARCstation 2 o superiore;
- sistema operativo: Solaris 2.5 o superiore;
- memoria RAM: 32 MB minimi, 64 MB consigliati;
- spazio su disco: 65 MB.

I requisiti di sistema di Internet Explorer 4.0 per HP-UX erano:
- computer: HP 9000 Enterprise Server, HP 9000 Workstation o HP Visualize Workstation;
- sistema operativo: HP-UX 10.20 o superiore;
- memoria RAM: 64 MB minimi, 96 MB consigliati;
- spazio su disco: 72 MB.

## Crittografia
Internet Explorer 4 supportava la crittografia a 40 e a 128 bit, utilizzando Server Gated Cryptography (SGC). La crittografia a 128 bit era disponibile per queste versioni:
- Microsoft Internet Explorer 4.0 per Macintosh
- Microsoft Internet Explorer 4.0 per UNIX
- Microsoft Internet Explorer 4.0 edizione a 128 bit
- Microsoft Internet Explorer 4.01
- Microsoft Internet Explorer 4.01 Service Pack 2
- Microsoft Internet Explorer 4.5 per Macintosh
- Microsoft Internet Explorer 4.5 edizione a 128 bit

Alla pubblicazione di Internet Explorer 4, la versione con crittografia a 128 bit era disponibile soltanto negli Stati Uniti e in Canada, per questioni di legislazione americana; nel resto del mondo era disponibile solo la versione con crittografia a 40 bit. Microsoft rilasciò successivamente il pacchetto Internet Explorer High Encryption per rimuovere questa limitazione.

## Critiche: l'integrazione in Windows

Programma di installazione di Internet Explorer 4.0 su Windows 95

Fino alla versione 3, Internet Explorer funzionava in maniera autonoma come una normale applicazione.
Tuttavia, la scelta dell'Aggiornamento desktop di Windows durante l'installazione di Internet Explorer 4 su Windows 95 e NT 4 sostituiva la tradizionale shell Esplora risorse con una interfaccia più simile a un browser Web, e tramite Active Desktop integrava la funzionalità per il Web nella stessa scrivania di Windows. Di fatto, Internet Explorer ed Esplora risorse vennero accorpati in un unico software, a livello sia funzionale sia di codice eseguibile.
Inoltre, l'Aggiornamento desktop di Windows, opzionale per Windows 95 e NT 4, divenne di fatto obbligatorio con l'uscita di Windows 98, in quanto questo sistema operativo lo possedeva già preinstallato e nessuna versione successiva di Internet Explorer ne avrebbe proposto all'utente la disinstallazione.
L'integrazione con Windows fu oggetto di numerose critiche, e fu uno dei punti di conflitto nel processo "United States v. Microsoft".
Solo con la versione 7, quindi con Windows Vista, Internet Explorer torna nuovamente una applicazione autonoma non più integrata nella shell di Windows.

## Easter egg

Screenshot dell'Easter egg "about:mozilla" in Internet Explorer 4 su Windows 98

Digitando "about:mozilla" nella barra degli indirizzi, Internet Explorer 4 visualizzerà una schermata blu in tinta unita (un riferimento al Blue Screen of Death).
Questo Easter egg si può visualizzare solo in Internet Explorer 4. Il codice HTML relativo rimarrà comunque presente fino a Internet Explorer 7 compreso, anche se Microsoft ha "ufficialmente" dichiarato che non ci sono Easter egg in Internet Explorer 7. Questo Easter egg non funziona tuttavia a partire dal 16 marzo 2010 su Windows XP SP3 con Internet Explorer 7 completamente aggiornato.

### Recensioni
- Recensione di Internet Explorer 4 (per Windows): (EN) Internet Explorer 4, su cws.internet.com, WinPlanet, 14 aprile 1999 (archiviato dall'url originale il 2 febbraio 2010).
- Recensione di Internet Explorer 4 (per Windows): (EN) Stephen Reid, Internet Explorer 4, su pcpro.co.uk, PC Pro, ottobre 1997 (archiviato dall'url originale il 5 ottobre 2008).
- Confronto tra Internet Explorer 4.0 (per Macintosh) e Netscape Communicator 4.0: (EN) Jim Smith, Microsoft Internet Explorer v4.0, su macuser.co.uk, MacUser, dicembre 1997 (archiviato dall'url originale il 9 febbraio 2005).
- Recensione di Internet Explorer 4 beta (per UNIX): (EN) Robert McMillan, It's here!, su sunsite.uakom.sk, SunWorld, novembre 1997. URL consultato il 7 gennaio 2016 (archiviato il 2 febbraio 1999).